# 团甸镇
团甸镇，是中华人民共和国辽宁省营口市盖州市下辖的一个乡镇级行政单位。

## 行政区划
团甸镇下辖以下地区：
西高屯村、大牵马岭村、沈屯村、二道房村、贾屯村和孤家子村。